# Glomus fragilistratum
Glomus fragilistratum är en svampart som beskrevs av Skou & I. Jakobsen 1989. Glomus fragilistratum ingår i släktet Glomus och familjen Glomeraceae.   Inga underarter finns listade i Catalogue of Life.